# Pathfinder (película de 1987)
Ofelaš en lengua sami y Veiviseren en noruego/título alternativo (Pathfinder en Argentina/Estados Unidos y El guía del desfiladero en España)) es una película noruega de aventuras de 1987 escrita y dirigida por Nils Gaup. Fue nominada como Mejor Película Extranjera en los Premios Óscar del año siguiente.
Basada en una leyenda lapona del siglo XII, el film obtuvo buenas críticas, además de ser una de las pocas películas noruegas de la década del '80 que tuvo éxito en el resto de Europa. En el 2007 se realizó una remake Hollywoodense de la historia, titulada Pathfinder, aunque el escenario fue cambiado a la época de la Colonización vikinga en América.

## Sinopsis
Hace más de mil años, en un recóndito lugar de Laponia, un chico de dieciséis años regresa de una jornada de caza y descubre que su familia ha sido asesinada a manos de unos despiadados guerreros de la tribu Chud. A partir de ese momento, el joven luchará por vengar la muerte de sus seres queridos, mientras intenta salvar al poblado más cercano de la inexorable invasión de los Chuds.

## Reparto
| Actor                  | Personaje            |
| ---------------------- | -------------------- |
| Mikkel Gaup            | Aigin                |
| Sara Marit Gaup        | Sahve                |
| Nils Utsi              | Raste                |
| Anna Maria Blind       | Varia                |
| Ingvald Guttorm        | Padre de Aigin       |
| Ellen Anne Bulj        | Madre de Aigin       |
| Inger Utsi             | Hermana de Aigin     |
| Henrik H. Buljo        | Dorakas              |
| Nils-Aslak Valkeapää   | Siida-Isit           |
| Helgi Skúlason         | Tchude con cicatriz  |
| Svein Scharffenberg    | Tchude jefe          |
| Knut Walle             | Tchude interprete    |
| John Sigurd Kristensen | Tchude hombre fuerte |
| Svein Birger Olsen     | Diemis               |
| Sverre Porsanger       | Sierge               |
| Amund Johnskareng      | Heina                |
| Ailo Gaup              | Orbes                |